# Fed Cup 2013 Zona Americana Gruppo I - Pool A
Il Pool A della Zona Americana Gruppo I nella Fed Cup 2013 è uno dei due pool (gironi) in cui è suddiviso il Gruppo I della zona Americana. (vedi anche Pool B)
|   | Pool A          | Canada (bandiera) | Colombia (bandiera) | Venezuela (bandiera) | Perù (bandiera) |
| 1 | Canada (3-0)    |                   | 2-0                 | 3-0                  | 3-0             |
| 2 | Colombia (2-1)  | 0-2               |                     | 3-0                  | 3-0             |
| 3 | Venezuela (1-2) | 0-3               | 0-3                 |                      | 2-1             |
| 4 | Perù (0-3)      | 0-3               | 0-3                 | 1-2                  |                 |

## Colombia vs. Venezuela
| Colombia 3 | Country Club de Ejecutivos, Medellín, Colombia 6 febbraio 2013 Terra rossa (outdoor) | Country Club de Ejecutivos, Medellín, Colombia 6 febbraio 2013 Terra rossa (outdoor) | Venezuela 0 |     |   |  |
| \| \| \| \| 1 \| 2 \| 3 \| \| \| - \| \| -------------------------------------------------------------------- \| --- \| --- \| - \| \| \| 1 \| \| Catalina Castaño Andrea Gámiz \| 7 5 \| 6 1 \| \| \| \| 2 \| \| Mariana Duque Mariño Adriana Pérez \| 6 1 \| 7 5 \| \| \| \| 3 \| \| Catalina Castaño / Mariana Duque Mariño Andrea Gámiz / Adriana Pérez \| 6 2 \| 6 4 \| \| \| |                                                                                      |                                                                                      |             |     |   |  |
| |                                                                                      |                                                                                      | 1           | 2   | 3 |  |
| 1 | Colombia (bandiera) · Venezuela (bandiera)                                           | Catalina Castaño Andrea Gámiz                                                        | 7 5         | 6 1 |   |  |
| 2 | Colombia (bandiera) · Venezuela (bandiera)                                           | Mariana Duque Mariño Adriana Pérez                                                   | 6 1         | 7 5 |   |  |
| 3 | Colombia (bandiera) · Venezuela (bandiera)                                           | Catalina Castaño / Mariana Duque Mariño Andrea Gámiz / Adriana Pérez                 | 6 2         | 6 4 |   |  |

## Canada vs. Perù
| Canada 3 | Country Club de Ejecutivos, Medellín, Colombia 6 febbraio 2013 Terra rossa (outdoor) | Country Club de Ejecutivos, Medellín, Colombia 6 febbraio 2013 Terra rossa (outdoor) | Perù 0 |     |   |  |
| \| \| \| \| 1 \| 2 \| 3 \| \| \| - \| \| ------------------------------------------------------------------------- \| --- \| --- \| - \| \| \| 1 \| \| Sharon Fichman Katherine Miranda Chang \| 6 2 \| 6 2 \| \| \| \| 2 \| \| Eugenie Bouchard Patricia Ku Flores \| 6 4 \| 6 3 \| \| \| \| 3 \| \| Gabriela Dabrowski / Sharon Fichman Ferny Angeles Paz / Ximena Siles Luna \| 6 2 \| \| 6 \| \| |                                                                                      |                                                                                      |        |     |   |  |
| |                                                                                      |                                                                                      | 1      | 2   | 3 |  |
| 1 | Canada (bandiera) · Perù (bandiera)                                                  | Sharon Fichman Katherine Miranda Chang                                               | 6 2    | 6 2 |   |  |
| 2 | Canada (bandiera) · Perù (bandiera)                                                  | Eugenie Bouchard Patricia Ku Flores                                                  | 6 4    | 6 3 |   |  |
| 3 | Canada (bandiera) · Perù (bandiera)                                                  | Gabriela Dabrowski / Sharon Fichman Ferny Angeles Paz / Ximena Siles Luna            | 6 2    |     | 6 |  |

## Colombia vs. Perù
| Colombia 3 | Country Club de Ejecutivos, Medellín, Colombia 7 febbraio 2013 Terra rossa (outdoor) | Country Club de Ejecutivos, Medellín, Colombia 7 febbraio 2013 Terra rossa (outdoor) | Perù 0 |       |     |  |
| \| \| \| \| 1 \| 2 \| 3 \| \| \| - \| \| -------------------------------------------------------------------------- \| --- \| ----- \| --- \| \| \| 1 \| \| Catalina Castaño Katherine Miranda Chang \| 6 2 \| 6 0 \| \| \| \| 2 \| \| Mariana Duque Mariño Patricia Ku Flores \| 6 4 \| 610 7 \| 6 2 \| \| \| 3 \| \| Yuliana Lizarazo / Laura Ucros Ferny Angeles Paz / Katherine Miranda Chang \| 6 2 \| 4 6 \| 6 1 \| \| |                                                                                      |                                                                                      |        |       |     |  |
| |                                                                                      |                                                                                      | 1      | 2     | 3   |  |
| 1 | Colombia (bandiera) · Perù (bandiera)                                                | Catalina Castaño Katherine Miranda Chang                                             | 6 2    | 6 0   |     |  |
| 2 | Colombia (bandiera) · Perù (bandiera)                                                | Mariana Duque Mariño Patricia Ku Flores                                              | 6 4    | 610 7 | 6 2 |  |
| 3 | Colombia (bandiera) · Perù (bandiera)                                                | Yuliana Lizarazo / Laura Ucros Ferny Angeles Paz / Katherine Miranda Chang           | 6 2    | 4 6   | 6 1 |  |

## Canada vs. Venezuela
| Canada 3 | Country Club de Ejecutivos, Medellín, Colombia 7 febbraio 2013 Terra rossa (outdoor) | Country Club de Ejecutivos, Medellín, Colombia 7 febbraio 2013 Terra rossa (outdoor) | Venezuela 0 |     |   |  |
| \| \| \| \| 1 \| 2 \| 3 \| \| \| - \| \| ------------------------------------------------------------------------- \| --- \| --- \| - \| \| \| 1 \| \| Sahron Fichman Andrea Gámiz \| 6 2 \| 6 3 \| \| \| \| 2 \| \| Eugenie Bouchard Adriana Pérez \| 6 1 \| 6 4 \| \| \| \| 3 \| \| Gabriela Dabrowski / Stéphanie Dubois Carmen Blanco / Gabriella De Santis \| 6 0 \| 6 1 \| \| \| |                                                                                      |                                                                                      |             |     |   |  |
| |                                                                                      |                                                                                      | 1           | 2   | 3 |  |
| 1 | Canada (bandiera) · Venezuela (bandiera)                                             | Sahron Fichman Andrea Gámiz                                                          | 6 2         | 6 3 |   |  |
| 2 | Canada (bandiera) · Venezuela (bandiera)                                             | Eugenie Bouchard Adriana Pérez                                                       | 6 1         | 6 4 |   |  |
| 3 | Canada (bandiera) · Venezuela (bandiera)                                             | Gabriela Dabrowski / Stéphanie Dubois Carmen Blanco / Gabriella De Santis            | 6 0         | 6 1 |   |  |

## Colombia vs. Canada
| Colombia 0 | Country Club de Ejecutivos, Medellín, Colombia 8 febbraio 2013 Terra rossa (outdoor) | Country Club de Ejecutivos, Medellín, Colombia 8 febbraio 2013 Terra rossa (outdoor) | Canada 2 |     |   |             |
| \| \| \| \| 1 \| 2 \| 3 \| \| \| - \| \| --------------------------------------------------------------------------- \| --- \| --- \| - \| ----------- \| \| 1 \| \| Catalina Castaño Sharon Fichman \| 1 6 \| 5 7 \| \| \| \| 2 \| \| Mariana Duque Mariño Eugenie Bouchard \| 2 6 \| 3 6 \| \| \| \| 3 \| \| Catalina Castaño / Mariana Duque Mariño Gabriela Dabrowski / Sharon Fichman \| \| \| \| non giocato \| |                                                                                      |                                                                                      |          |     |   |             |
| |                                                                                      |                                                                                      | 1        | 2   | 3 |             |
| 1 | Colombia (bandiera) · Canada (bandiera)                                              | Catalina Castaño Sharon Fichman                                                      | 1 6      | 5 7 |   |             |
| 2 | Colombia (bandiera) · Canada (bandiera)                                              | Mariana Duque Mariño Eugenie Bouchard                                                | 2 6      | 3 6 |   |             |
| 3 | Colombia (bandiera) · Canada (bandiera)                                              | Catalina Castaño / Mariana Duque Mariño Gabriela Dabrowski / Sharon Fichman          |          |     |   | non giocato |

## Perù vs. Venezuela
| Perù 1 | Country Club de Ejecutivos, Medellín, Colombia 8 febbraio 2013 Terra rossa (outdoor) | Country Club de Ejecutivos, Medellín, Colombia 8 febbraio 2013 Terra rossa (outdoor) | Venezuela 2 |     |     |  |
| \| \| \| \| 1 \| 2 \| 3 \| \| \| - \| \| ------------------------------------------------------------------------- \| --- \| --- \| --- \| \| \| 1 \| \| Katherine Miranda Chang Andrea Gámiz \| 6 2 \| 0 6 \| 4 6 \| \| \| 2 \| \| Patricia Ku Flores Adriana Pérez \| 7 5 \| 4 6 \| 6 2 \| \| \| 3 \| \| Patricia Ku Flores / Katherine Miranda Chang Andrea Gámiz / Adriana Pérez \| 3 6 \| 6 3 \| 0 6 \| \| |                                                                                      |                                                                                      |             |     |     |  |
| |                                                                                      |                                                                                      | 1           | 2   | 3   |  |
| 1 | Perù (bandiera) · Venezuela (bandiera)                                               | Katherine Miranda Chang Andrea Gámiz                                                 | 6 2         | 0 6 | 4 6 |  |
| 2 | Perù (bandiera) · Venezuela (bandiera)                                               | Patricia Ku Flores Adriana Pérez                                                     | 7 5         | 4 6 | 6 2 |  |
| 3 | Perù (bandiera) · Venezuela (bandiera)                                               | Patricia Ku Flores / Katherine Miranda Chang Andrea Gámiz / Adriana Pérez            | 3 6         | 6 3 | 0 6 |  |